# Dreistock

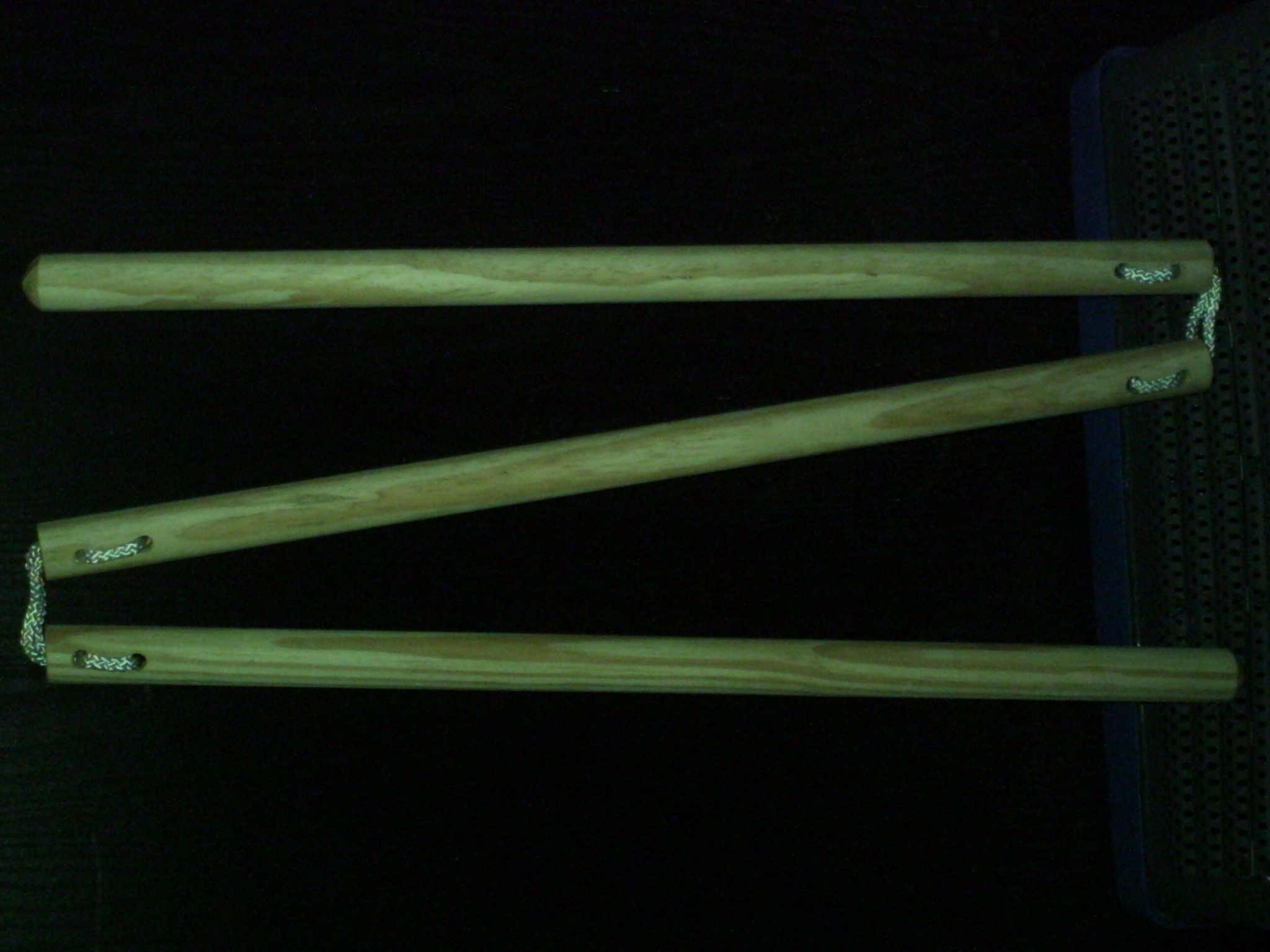
Dreistock aus Holz

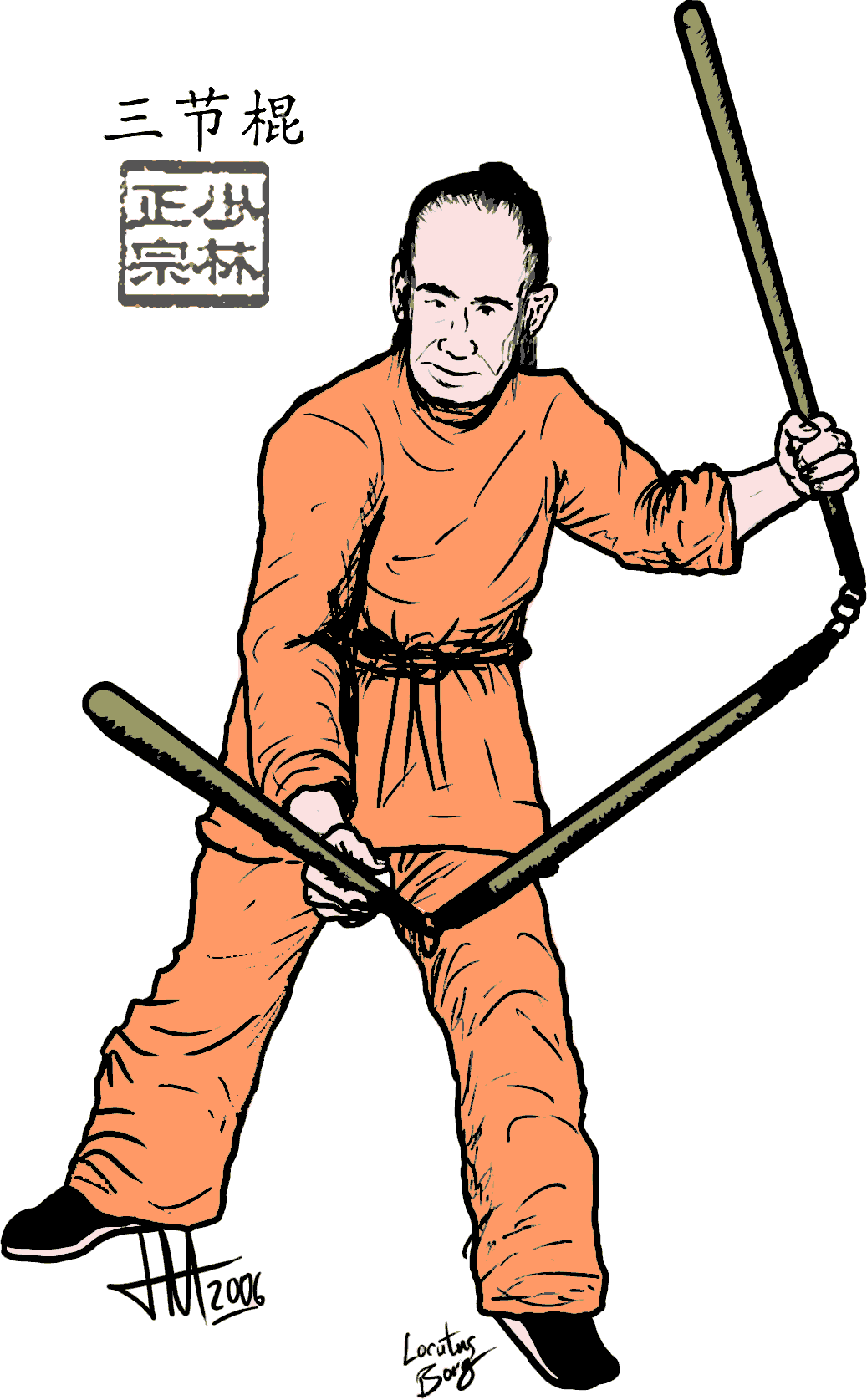
Dreistock in Anwendung

Der Dreistock, auch Dreigliederstab oder dreiteiliger Stock (chin. 三節棍 / 三节棍 Pinyin Sānjiégùn, Jyutping Saam1zit3gwan3, kant. Sam Jit Gwun, jap. 三節棍, Hiragana さんせつこん, Sansetsukon) genannt, ist eine traditionelle chinesische Waffe und gehört zur Kategorie der chinesischen Wushu-Waffen.

## Beschreibung
Der Dreistock entstand in der Song-Dynastie zwischen 960 und 1279 in China. Circa 1200–1600 kam diese Waffe nach Okinawa (Japan).
Sie besteht aus drei Teilen, jeweils etwa 60 cm lang und mit 2,5 cm Durchmesser, die durch kurze Ketten, Schnüre, Leder, Ringe oder Rosshaar zusammengehalten werden. Ausgeklappt beträgt ihre Länge etwas über 1,80 m. Gegenüber dem kleineren und zweiteiligen Nunchaku hat der Dreistock den Vorteil der größeren Reichweite, ist aber dafür etwas unhandlicher. Meist werden daher nur fortgeschrittene Schüler in dieser Kampfkunst unterrichtet, da die Verletzungsgefahr größer ist als bei Standardwaffen wie Säbel oder Langstock. Die größte Kraft wird bei dieser Waffe bei Dreh- bzw. Schwingbewegungen freigesetzt.
In Deutschland wird diese Waffe als Würgewaffe eingestuft und ist daher verboten.